# مادلين أربور
مادلين أربور هي رسامة كندية، ولدت في 3 مارس 1923 في غرانبي في كندا.

## وصلات خارجية
- مادلين أربور على موقع IMDb (الإنجليزية)